# Mappa dinamica
Una mappa dinamica è uno strumento di rappresentazione di sistemi complessi, fondato sull'applicazione di procedure software che costruiscono grafi, composti da nodi e archi, partendo da informazioni prelevate da basi di dati.
L'applicazione di procedimenti dinamici alla ricostruzione e rappresentazione di sistemi complessi di entità e relazioni è oggetto di studio in molti ambiti di ricerca
Sia le mappe mentali di Tony Buzan che le mappe concettuali di Joseph Novak possono essere ricostruite attraverso procedure dinamiche.

## L'origine delle mappe dinamiche
L'esigenza di ricostruire dinamicamente le forme di visualizzazione dei sistemi complessi non deriva dal tentativo di contrarre i tempi di sviluppo delle mappe, ma da una difficoltà di rappresentazione intrinseca alla complessità. In un sistema complesso il numero di relazioni è sensibilmente maggiore del numero degli elementi (non sono sistemi complessi gli indici, o alberi, per quanto di grandi dimensioni: il numero delle relazioni è inferiore di una unità al numero degli elementi). Questo carattere rende difficile la lettura del documento-mappa: quando su ogni nodo insistono molte relazioni, la mappa assume l'aspetto di una rete inestricabile (questo fenomeno si intensifica nelle reti a invarianza di scala studiate da L. Barabasi).
Gli strumenti software di sviluppo e rappresentazione di mappe concettuali consentono diverse utili modalità di variazione interattiva dell'aspetto della mappa, volte a renderne più agevole la fruizione, tuttavia anche tali funzionalità non risolvono completamente i problemi di rappresentazione e interpretazione dei sistemi complessi.
Lo sviluppo delle mappe dinamiche parte da questa problematica, e la ricostruzione automatica dei grafi offre sostanzialmente due ulteriori soluzioni: il polimorfismo algoritmico e il polimorfismo parametrico.

## I polimorfismi nella visualizzazione dei sistemi complessi
I polimorfismi sono le modalità di costruzione e presentazione di visioni differenziate della stessa mappa. Si dividono in tre categorie:
- Polimorfismo di interazione, consiste nella possibilità, comune anche agli ambienti di gestione delle mappe tradizionali, di modificare la forma del grafo attraverso l'azione dell'utente (zoom, paneling, sviluppo o collassamento di rami, trascinamento di nodi, rotazione tridimensionale);
- Polimorfismo algoritmico, consiste nella scelta dell'algoritmo di ricostruzione dinamica della mappa. Tra gli algoritmi possibili si citano i metodi a sviluppo prossimale (in cui la ricostruzione parte dal posizionamento di un nodo, colloca e collega i correlati e reitera il procedimento fino a un preciso grado di parentela, o per tutti i nodi) e a sviluppo gravitazionale (in cui la posizione dei nodi è la risultante di un equilibrio tra le forze attrattive e repulsive delle connessioni, che in questo caso devono essere pesate);
- Polimorfismo parametrico, consiste nel differenziare i parametri della ricostruzione, quali ad esempio il nodo di partenza negli algoritmi a sviluppo prossimale, il livello di profondità o grado di parentela a cui bloccare la procedura, la selezione dei nodi da disegnare in base al livello di importanza, o il tempo di ricerca dell'equilibrio in un algoritmo gravitazionale.

I polimorfismi algoritmo e parametrico, peculiari delle mappe dinamiche, in combinazione con il polimorfismo interattivo, offrono un'ampia gamma di modalità di ricostruzione e visualizzazione, in grado di rendere esplorabili anche i contesti di conoscenza e i sistemi di maggiori dimensioni e maggior grado di complessità.

## Ambiti di utilizzo delle mappe dinamiche
Nella definizione di sistemi complessi rientrano molti ambiti di studio, a cui possono applicarsi le metodologie e le tecniche di produzione di mappe dinamiche. Tra questi si citano:
- le reti sociali
- le strutture organizzative di lavoro
- le ontologie disciplinari
- la gestione della conoscenza nelle organizzazioni

## Mappe dinamiche e strumenti digitali
Tra i principali strumenti di costruzione e visione di mappe dinamiche si annoverano:
- ThinkMap Archiviato l'8 agosto 2005 in Internet Archive. Motore di ricostruzione di mappe dinamiche personalizzabile, applicato in molti ambiti: knowledge management, operation e workflow, network management, commercio elettronico, ricerca e sviluppo, e business intelligence.
- The Brain La tecnologia TheBrain può essere utilizzata su intranet aziendali, desktop, e sul Web. Le applicazioni possono includere: assistenza alla clientela, project management, dynamic mind mapping, IT management e helpdesk, competitive intelligence, marketing e supporto vendite, e personal information management.
- Music map Mappa dinamica a ricostruzione gravitazionale, in ambito musicale